# Deontae Hawkins
Deontae Hawkins (n. Dayton, Ohio); 2 de agosto de 1993) es un jugador de baloncesto con nacionalidad estadounidense. Con 2,03 metros de altura juega en la posición de alero. Actualmente forma parte de la plantilla del Ionikos Nikaias BC de la A1 Ethniki.

## Trayectoria
Es un jugador natural de Dayton, Ohio, formado en la Quakerdale Prep Academy de New Providence (Iowa), antes de ingresar en 2013 en la Universidad Estatal de Illinois, situada en Normal, Illinois y aunque no jugaría el primer año, lo haría durante las tres temporadas posteriores en la NCAA con los Illinois State Redbirds desde 2014 a 2017. 
En la temporada 2017-2018, cambia de universidad e ingresa en el Boston College, universidad situada en Chestnut Hill, en el estado de Massachusetts, para jugar la NCAA con los Boston College Eagles.
En la temporada 2019-20, forma parte de la plantilla del Al Moutahed Tripoli de la liga de baloncesto del Líbano.
El 2 de agosto de 2020, firma por el Pallacanestro Biella de la Serie A2 Oeste, la segunda división del baloncesto en Italia.
En la temporada 2021-22, firma por el Okapi Aalstar de la BNXT League. El 7 de diciembre de 2021, deja el conjunto belga y el 12 de enero de 2022, se compromete hasta el final de la temporada con el Falco KC Szombathely de la A Division húngara.
El 19 de septiembre de 2022, firma con Ionikos Nikaias BC de la A1 Ethniki.